# جورجيا غولد
جورجيا غولد (بالإنجليزية: Georgia Gould)‏ مواليد 5 يناير 1980 في بالتيمور، هي دراجة أمريكية. شاركت في دورة الألعاب الأولمبية الصيفية وفاز بميدالية أولمبية.

## الميداليات
| الميدالية | المسابقة                       |
| --------- | ------------------------------ |
| برونزية   | الألعاب الأولمبية الصيفية 2012 |

## وصلات خارجية
- الموقع الرسمي

## روابط خارجية
- جورجيا غولد على موقع الاتحاد الدولي للدراجات (الإنجليزية)
- جورجيا غولد على موقع أرشيف الدراجات (الإنجليزية)
- جورجيا غولد على موقع إحصائيات الدراجات الإحترافية (الإنجليزية)
- جورجيا غولد على موقع CycleBase (الإنجليزية)
- جورجيا غولد على موقع MTB Data (الإنجليزية)
- جورجيا غولد على موقع اللجنة الأولمبية الدولية (الإنجليزية)
- جورجيا غولد على موقع أوليمبيديا (الإنجليزية)
- جورجيا غولد على موقع اللجنة الأولمبية والبارالمبية الأمريكية (الإنجليزية)